# 艾達瑪·古拿
艾達瑪·古拿（法語：Adama Guira，1988年4月24日—）是一名布吉納法索職業足球員，司職中場，現效力西班牙皇家足協乙組聯賽球隊里奧哈競技，並代表布吉納法索參加國際比賽。

## 球會生涯
古拿出生於博博迪烏拉索，並於當地球會博博迪烏拉索競賽會開始足球生涯。2008年7月18日，西乙B球會加瓦簽入古拿在內的兩位布吉納法索球員，合約為期兩年。
2009年7月15日，古拿轉投同屬西乙B的阿利坎特，合約為期三年。
2010年7月29日，西乙B球會洛哥尼斯聯宣布簽入古拿。
2011年5月，古拿到瑞典超球會試訓，並於6月1日正式加盟，合約至同年12月，球會有續約三年的選項。古拿於8月7日首次為於瑞典超上陣，球隊以2-2賽和哥登堡。古拿於季尾不獲續約。
不獲續約的古拿於2012年2月21日以自由身轉投摩爾多瓦超級足球聯賽球會達斯亞。古拿於3月10日對陣舒列夫的聯賽比賽中上演地標戰，並於同月30日對陣基希訥烏學院的比賽中首次於摩爾多瓦入球。同年7月5日，古拿在對陣施捷的歐霸盃外圍賽第一圈首次於歐洲足協賽事上陣。
古拿於2013年7月轉投丹麥足球超級聯賽球會。
2016年8月31日，法乙球會朗斯宣布簽入古拿，合約為期三年，2017年6月30日，只為一隊上陣七次的古拿與朗斯達成協議解約，回復自由身。
2017年7月，古拿回到丹麥，加盟丹超球會。
2019年7月2日，港超球會富力R&F宣布從簽入古拿。同年10月19日，古拿在對陣佳聯元朗在的港超比賽中入球，協助富力R&F以8–0大勝對手。
2020年10月14日，富力R&F宣布球會將退出香港超級聯賽，包括古拿在內的所有球員以自由身離隊。
2021年2月6日，古拿回歸，合約期至季尾。古拿於季尾不獲續約，以自由身離隊。
2021年8月10日，西班牙皇家足協乙組聯賽球會里奧哈競技宣布簽入古拿。
2022年4月，古拿轉會到中甲球會青岛海牛。他於8月8日對陣淄博蹴鞠的比賽中射入個人第一個中甲入球，協助球隊以1–1逼和對手。古拿於當季協助球隊升班到中超。
2023年3月，古拿於不獲青岛海牛續約後回到西協乙球會里奧哈競技。

## 國家隊生涯
2010年11月17日，古拿首次為布吉納法索國家隊上陣，協助球隊以2–1擊敗畿內亞。
古拿曾分別於2015年、2017年、2021年三次入選布吉納法索的非洲國家盃參賽名單，並於2017年隨隊奪得季軍。

## 榮譽

### 國家隊
布吉納法索
- 非洲國家盃季軍：2017[32]